# 田中雅人
田中 雅人（たなか まさと、2月4日 - ）は、日本の漫画家。千葉県我孫子市出身。
代表作に『妖魔ミカヅキ』、『あぶない! ジャンクポリス』など。
1984年、白泉社刊『コミコミ吾妻ひでお増刊』所収「いっこちゃん最後の日」でデビュー。翌年、『月刊コミコミ』（白泉社）誌上で「おにゃんこエキスプレス」を連載。以降、コメディ作品と幻想、ホラー系作品を両翼に、複数の出版社で作品を発表している。
近年は戦記漫画、成人作品なども発表している。
なお、別ペンネームで南京まーちゃんを持つ。

## 作品傾向
ラブコメディー系と幻想ホラー系作品に大別される。単行本化されていないが、架空戦記などミリタリー系・歴史系の作品も発表している。

## 作品リスト

### 白泉社
- 妖魔ミカヅキ
- 彼女はバンパイア！？
- あぶない! ジャンクポリス
- サイコ - DARK PRINCESS -
- 狂霊捜査官REIJI（原作：中里融司）

### 新書館
- キラー・ゴースト
- 黄昏通信
- パーマネント・バケーション

### 久保書店
- 菊の夢
- ときめきインパルス

### 白夜書房
- おきゃん・ピン

### 徳間書店
- ドラゴン・シャフト

### ぶんか社
- CHO-BAD!
- 晴れたらKoi（原作：水上桜）

### オークラ出版
- 放課後・ひとり遊び
- 放課後少女教室